# 부여대교
부여대교(扶餘大橋)는 충청남도 부여군 부여읍 군수리에서 규암면 내리를 잇는 총 연장 1,595m의 거리를 이르는 교량으로, 관리는 대전지방국토관리청에서 담당하며, 국도 제4호선이자 대백제로의 교량이기도 하다.